# Das Bus
"Das Bus" är avsnitt 14 från säsong 9 av Simpsons och sändes på Fox den 15 februari 1998. I avsnittet hamnar flera av eleverna från Springfield Elementary School ensamma på en öde ö efter att skolbussen kört ner i havet på väg till en studieresa för en Modell FN-klubb. Hemma i Springfield startar Homer ett Internet-företag. Avsnittet skrevs av David S. Cohen och regisserades av Pete Michels. James Earl Jones gästskådespelar i avsnittet som berättarröst och Phil Hartman som Troy McClure. Avsnittet har studerats på University of California, Berkeley.

## Handling
Eleverna på Modell FN-klubben från Springfield Elementary School ska på en studieresa. I skolbussen kör Bart, Nelson, Ralph och Milhouse ett fruktrace som slutar med att Milhouses grapefrukt fastnar under bromsarna och då busschauffören Otto försöker bromsa krossar han frukten och får citrussyra i ögonen och ser inget och kör ner bussen i en flod från en bro. Eleverna lyckas ta sig ut ur bussen och Otto simmar iväg för att hämta hjälp. Otto plockas upp av kinesiska fiskare, som ger honom slavarbete ombord. Eleverna själva simmar till en öde ö där de bestämmer sig för att leva som kungar men de upptäcker snart att deras föreställning om hur det att leva på ön inte stämmer överens med verkligheten. De har ont om mat och inga djur som passar upp dem. Nästa morgon upptäcker barnen att kistan med mat som de har är tom och Milhouse anklagas för ätit upp maten fast han nekar. 
I Springfield är föräldrarna ovetande om barnens äventyr och efter att Homer upptäckt att Ned Flanders har ett företag på Internet startar han sitt eget och kallar det för Compu-Global-Hyper-Mega-Net. Bill Gates hör talas om Homers företag och köper upp det; dock får Homer inga pengar på affären och Gates hantlangare förstör allt som har med företaget att göra.
Lisa har fått barnen att hålla en rättegång där domaren Bart frikänner Milhouse eftersom inga bevis finns för att han ätit upp maten. De andra barnen är dock inte nöjda över beslutet och Bart, Milhouse och Lisa flyr från resten av barnen som jagar dem över ön och de hamnar i en grotta där ett vildsvin bor och de upptäcker att vildsvinet ätit maten och barnen ber Milhouse om ursäkt. Milhouse avslöjar då att han bara tog två mackor och en påse snacks. Barnen upptäcker att vildsvinet överlever på ön genom att äta ett klet som finns på stenar. Barnen bestämmer sig sedan för att äta upp vildsvinet medan Lisa ensam slickar på kletet. James Earl Jones berättar för tittarna att barnen sedan räddades av Moe.

## Produktion
Soffskämtet kommer från Dan Castellanetas syskondotter. Att bussen åker ner i havet från en bro är en referens till True Lies. För att få korrekta repliker för kineserna kontaktade Cohen en vän som kunde kinesiska.  När Jack Ong kom och spelade in replikerna bad han att få prata kantonesiska så replikerna fick ändras från mandarin. En av scenerna som klipptes bort efter animeringen var då Homer köpte flera anti-stressredskap och blev stressad då han använde alla samtidigt.

## Kulturella referenser
Större delen av handlingen är en parodi på Flugornas herre. Titeln är en parodi på Das Boot. När Rektor Skinner vill få barnen att vara tysta genom att slå på bänken med sin sko är det en referens till en händelse i FN år 1960. När Milhouse inte kastar tillbaka repet till Bart och Lisa, är den referens till Jakten på den försvunna skatten. Ralph målar sig som Peter Criss då han uppträder i jakten.

## Mottagande
Avsnittet hamnade på plats 17 över mest sedda program under veckan med en Nielsen ratings på 9.9 vilket gav 9,6 miljoner hushåll och det tredje mest sedda på Fox under veckan. Under 2006 placerade USA Today avsnittet som den bästa från säsong nio med "Trash of the Titans," "The Last Temptation of Krust," "The Cartridge Family," "Dumbbell Indemnity," och "The Joy of Sect". I boken I Can't Believe It's a Bigger and Better Updated Unofficial Simpsons Guide har Warren Martyn och Adrian Wood kallat avsnittet för ett fantastisk episod om man tar bort den korta biten om Internet-företaget. De tycker att Bart aldrig varit smartare, Nelson mer hotfull och Milhouse mera nördig. De gillar att slutet kom snabbt, eftersom man inte trodde det skulle sluta så. Avsnittet har studerats på University of California, Berkeley.